# Chankillo
Chanquillo hoặc Chankillo là một quần thể di tích cổ xưa ở sa mạc ven biển, lưu vực sông Casma, vùng Ancash, Peru. Những tàn tích còn xót lại bao gồm pháo đài Chankillo trên đỉnh đồi, gần đó là "Mười ba tòa tháp" đài quan sát mặt trời, cũng như các khu dân cư và hội họp. "Mười ba tòa tháp" được hiểu là một đài quan sát thiên văn được xây dựng vào thế kỷ thứ 4 trước Công nguyên. Nền văn hóa sản sinh ra Chankillo được gọi là văn hóa Casma–Sechin. Địa danh này có diện tích khoảng 4 kilomet vuông, được hiểu như là một pháo đài thánh địa. Nó đã được UNESCO công nhận là Di sản thế giới từ tháng 7 năm 2021.

## Đài quan sát Mặt trời
Đài quan sát Mặt trời "Mười ba tòa tháp" cách đều nhau của Chankillo được xây dựng trên đỉnh một ngọn đồi thấp chạy theo chiều từ bắc xuống nam, tạo thành một đường chân trời "có răng" với những khoảng trống hẹp đều nhau. Về phía đông và phía tây, các nhà điều tra xác định hai điểm có thể quan sát. Từ những vị trí thuận lợi này, trải dài 300 mét của các tòa tháp nằm dọc theo đường chân trời tương ứng rất chặt chẽ với vị trí mọc và lặn của mặt trời trong năm, mặc dù không phải tất cả chúng đều có thể nhìn thấy được. Vào ngày đông chí, mặt trời sẽ mọc phía sau tòa tháp ngoài cùng bên trái của Chankillo và mọc sau mỗi tòa tháp cho đến khi chạm tới tòa tháp ngoài cùng bên phải là vào 6 tháng sau đó, tức là vào ngày hạ chí. Mười ba tòa tháp của Chankillo có thể là đài thiên văn được biết đến sớm nhất ở châu Mỹ. Cư dân của Chankillo có thể xác định chính xác ngày, với sai số một hoặc hai ngày, bằng cách quan sát mặt trời mọc hoặc mặt trời lặn từ tòa tháp. Các tòa tháp đã được du khách biết đến trong 200 năm qua nhưng không được xác định là địa điểm thiên văn cho mãi đến năm 2007 khi Iván Ghezzi và Clive Ruggles tìm ra.